# LEC CRP1
O  CRP1  é o modelo da LEC na temporada de 1977 da F1. Foi guiado por David Purley.

## Descrição
O carro fez sua estreia em corrida no Grande Prêmio da Bélgica, alcançando um bom 13º lugar. Devido a um acidente no Grande Prêmio da França, o carro foi danificado, e a limitação do orçamento não permitiu que fosse totalmente reparado. Durante as pré-classificações do Grande Prêmio da Grã-Bretanha seguinte, o carro saiu da pista e colidiu contra um barranco. David Purley sofreu dezenas de fraturas nas pernas, mas sobreviveu milagrosamente. A escuderia e o piloto deixaram a Fórmula 1. Dois anos depois, com um carro idêntico, Purley participou de algumas corridas da Fórmula Aurora.
1. ↑  Brown, Allen (18 de julho de 2023). «Lec CRP1 car-by-car histories». OldRacingCars.com (em inglês). Consultado em 2 de abril de 2025